# مواجهة جامعة النجاح الوطنية عام 1992
كانت مواجهة جامعة النجاح الوطنية عام 1992 مواجهة استمرت أربعة أيام بين طلاب جامعة النجاح الوطنية وجنود جيش الاحتلال الإسرائيلي في يوليو 1992.

## خلفية الحدث
في أعقاب الانتفاضة الأولى، وهي موجة جماهيرية من الإضرابات والعصيان المدني في فلسطين احتجاجًا على الاحتلال الإسرائيلي من عام 1987 إلى عام 1991، اتخذت عملية السلام الإسرائيلية الفلسطينية خطوة مهمة إلى الأمام مع بداية مفاوضات اتفاقيات أوسلو . مثلت الانتخابات التشريعية الإسرائيلية التي جرت في يونيو/حزيران 1992 خطوة محتملة أخرى نحو تهدئة التوترات، حيث فاز حزب العمل الإسرائيلي الأكثر اعتدالاً بالانتخابات واستبدال الحكومة المتشددة بقيادة حزب الليكود.
جامعة النجاح الوطنية هي جامعة حكومية تقع في مدينة نابلس، في شمال الضفة الغربية الفلسطينية، وهي من أكبر الجامعات في فلسطين. خلال الانتفاضة الأولى، أمر الجيش الإسرائيلي بإغلاق الجامعة.

## الأحداث
في منتصف شهر يوليو/تموز عام 1992، كان من المقرر إجراء انتخابات اتحاد الطلبة في جامعة النجاح الوطنية بعد تأجيلها مرتين. وشهدت الانتخابات، التي كانت حملتها ساخنة، تنافس فصيلين رئيسيين: كتلة يسارية قومية (مرتبطة بمنظمة التحرير الفلسطينية ) وكتلة إسلامية أكثر محافظة (مرتبطة بحماس ).  وكان من المقرر أيضا أن يقوم وزير الخارجية الأميركي جيمس بيكر بزيارة رسمية إلى إسرائيل في وقت لاحق من ذلك الشهر.
في 14 يوليو/تموز، يوم الانتخابات، تلقى الجيش الإسرائيلي تقارير تفيد بأن ستة من الهاربين المرتبطين بحركة فتح (الفهود السود) دخلوا إلى حرم جامعة النجاح. وقام جيش الاحتلال بعد ذلك بنشر جنوده في الحرم الجامعي وبدأ بإيقاف الطلاب وتفتيشهم. وبعد أن اشتكى الطلاب، نشر جيش الاحتلال الإسرائيلي جنودًا إضافيين لتطويق الحرم الجامعي، قائلاً إنه لن يسمح لأحد بالمغادرة قبل تفتيشه واستجوابه أولاً. وأعلن الجيش الإسرائيلي أن أراضي الجامعة "منطقة عسكرية مغلقة"، حيث تطبق قواعد الرقابة العسكرية على الصحفيين. كما تم فرض حظر التجوال على مدينة نابلس، بالإضافة إلى أربعة مخيمات للاجئين مجاورة لها، مع نصب حواجز على الطرق في جميع أنحاء المدينة.
ردًا على ذلك، تحصن الطلاب داخل مباني الجامعة، مطالبين بالسماح لهم بالمغادرة بحرية وألا تتدخل إسرائيل في انتخاباتهم، حتى بعد أن أعلن الجيش الإسرائيلي أنه لن يسمح بإدخال الطعام أو الماء إلى الجامعة.  وأسفرت انتخابات اتحاد الطلاب عن فوز كبير للكتلة اليسارية القومية.
في 16 يوليو/تموز، شهدت كافة أنحاء فلسطين إضرابًا تجاريًا واسع النطاق تضامنًا مع الطلاب. وشهدت مظاهرة نظمها السكان خارج الحرم الجامعي إصابة فلسطيني بجروح خطيرة عندما أطلق جنود الاحتلال النار باستخدام الذخيرة الحية بعد أن ألقى المتظاهرون الحجارة على الجنود.  وأعلنت مائة شخصية فلسطينية بارزة أيضًا أنها ستبدأ إضرابًا عن الطعام دعمًا لها. وأرسلت منظمة التحرير الفلسطينية ممثلين لها لمحاولة التفاوض لإنهاء المواجهة، ومن بينهم فيصل الحسيني وصائب عريقات . كما شارك في المفاوضات أيضًا اللواء الإسرائيلي دانييل روتشيلد. تمت المفاوضات من خلال طرف ثالث وهو الحركة الدولية للصليب الأحمر والهلال الأحمر.
في 17 يوليو/تموز، وبينما كانت القوات الإسرائيلية تستعد لاقتحام الحرم الجامعي، أعلن المفاوضون أنهم توصلوا إلى اتفاق لإنهاء المواجهة. وتتضمن شروط الصفقة السماح للستة الهاربين بالمرور إلى المنفى في الأردن وانسحاب الجنود الإسرائيليين من الحرم الجامعي. وبعد ذلك تم نقل الهاربين إلى الأردن عبر جسر اللنبي بواسطة الصليب الأحمر.

## ردود الفعل

### في فلسطين
صرح المتحدث باسم منظمة التحرير الفلسطينية فيصل الحسيني أن المنظمة تعتقد أن "السيد رابين أراد إيجاد حل"، قائلاً إنه في حين عارضت منظمة التحرير الفلسطينية سياسة النفي، "قد نضطر إلى القيام بشيء لا نفعله عادةً، وفي هذه الحالة، فإن مثل هذا الحل سينقذ الأرواح، ونحن ندعمه".
صرح السفير الفلسطيني لدى الأمم المتحدة ناصر القدوة بأن الجيش الإسرائيلي كان "يرهب ويضايق الجميع في الحرم الجامعي" أثناء انتخابات اتحاد الطلاب، ووصف المواجهة بأنها حصار "يعرض حياة العديد من الفلسطينيين للخطر". صرح الفيلسوف الفلسطيني البارز سري نسيبة بأنه "من غير المقبول أن يفرض الجيش حصارًا على حرم جامعي بأكمله".

### في إسرائيل
صرح رئيس وزراء إسرائيل إسحاق رابين بأنه "يشعر بأسف شديد إزاء الظروف المتداخلة. لم أقرر إجراء انتخابات مجلس الطلاب في جامعة النجاح. لا أعرف من قرر ذلك أو لماذا". صرّح نائب وزير الدفاع مردخاي غور بأن "الدرس المستفاد هنا هو وجود رغبة في التوصل إلى تفاهمات ورغبة في حل المشكلات من خلال التفاهم". صرّح رئيس الأركان العامة الإسرائيلي إيهود باراك بأن الجيش الإسرائيلي يهدف إلى القبض على الهاربين وليس قتلهم، قائلاً إن "استخدام القوة خيار وليس هوسًا بالنسبة لنا".
اتهم عضو الكنيست رحبعام زئيفي من حزب الموليديت اليميني المتطرف الحكومة الإسرائيلية "بالاستسلام للإرهابيين".

### دولياً
أعرب رئيس لجنة الأمم المتحدة المعنية بممارسة الشعب الفلسطيني لحقوقه غير القابلة للتصرف، كيبا بيران سيسي، عن "قلقه البالغ إزاء تزايد فرض العقوبات الجماعية القاسية على السكان".  وأدانت جامعة الدول العربية هذا القرار، واصفة إياه بأنه "جزء من سلسلة أعمال عدوانية ضد المؤسسات والمنشآت الفلسطينية وضد الفلسطينيين". صرح المتحدث باسم وزارة الخارجية الأمريكية، ريتشارد أ. بوشر، بأن الحكومة الأمريكية "تحث الشعب على حل هذه المسألة سلميًا، ونحن نحثهم على ممارسة أقصى درجات ضبط النفس".
ذكرت منظمة هيومن رايتس ووتش أنه في حين أن انتخاب حكومة حزب العمال في إسرائيل بعد الانتخابات التشريعية الإسرائيلية عام 1992 "لم يغير هذه الصورة العامة" لانتهاكات حقوق الإنسان أثناء الصراع الإسرائيلي الفلسطيني، فإن تعاملها مع المواجهة كان واحداً من "عدد من الإيماءات المشجعة خلال أسابيعها الأولى في السلطة"، مشيرة إلى أنه "للمرة الأولى منذ عام 1988، سُمح لجميع الجامعات الفلسطينية الست بالعمل".

## تحليلات
وصف دانييل ويليامز من صحيفة لوس أنجلوس تايمز الهجوم بأنه "اختبار لجهود رئيس الوزراء الجديد إسحاق رابين لتحسين أجواء العلاقات مع الفلسطينيين ومضمونها. كما أنه وضع نصب أعيننا استعداد القادة الفلسطينيين المعتدلين وقدرتهم على إقناع أتباعهم بأن المفاوضات - حتى من هذا النوع المحدود - يمكن أن تنجح".
ووصف جيل سيدان من وكالة الأنباء اليهودية المواجهة بأنها مثال على مدى "انقسام المجتمع الفلسطيني بشكل أعمق من أي وقت مضى" بعد الانتفاضة الأولى، مشيراً إلى التنافس المتزايد بين حركة فتح الأكثر اعتدالاً وحركة حماس الإسلامية المحافظة المتمردة، والانفصال المتزايد بين قيادة منظمة التحرير الفلسطينية و"القيادة المحلية لمخيمات اللاجئين وشوارع المدينة والنقابات العمالية".

## العواقب
في 17 يوليو/تموز 1992، تعرضت دورية لميليشيا جيش لبنان الجنوبي المدعومة من إسرائيل لكمين من قبل الجبهة الديمقراطية لتحرير فلسطين في المنطقة التي تحتلها إسرائيل في جنوب لبنان، مما أسفر عن مقتل عنصر واحد من جيش لبنان الجنوبي والجبهة الديمقراطية لتحرير فلسطين في كل منهما. وزعمت الجبهة الديمقراطية لتحرير فلسطين أن الكمين نفذ رداً على المواجهة التي شهدتها الجامعة.